# بورباخ (شمال الراين-وستفاليا)
بورباخ (Burbach) هي بلدية تقع في قضاء زيغن- فيتغنشتاين جنوب ولاية شمال الراين-وستفاليا (نوردراين فستفالن) في ألمانيا.
يطلق على المنطقة المحيطة بزيغن- فيتغنشتاين اسم زيغرلاند Siegerland.
يعيش في بورباخ ما يقرب من 14400 نسمة، وعلى بعد 30 كيلومتر من بورباخ، تقع مدينة زيغن الكبيرة، التي يسكنها 100000 نسمة. ويمكن الوصول إلى زيجن بشبكة الحافلات العامة التي تم تطويرها.

## أعلام
- ويلهلم كيلينج
- ديرك مولر
- فيرنر كولب